# Drosophila paravibrissina
Drosophila paravibrissina är en tvåvingeart som beskrevs av Oswald Duda 1924. Drosophila paravibrissina ingår i släktet Drosophila och familjen daggflugor.
Artens utbredningsområde är Taiwan.